# Aeschynanthus nummularius
Aeschynanthus nummularius är en tvåhjärtbladig växtart som först beskrevs av Isaac Henry Burkill och Spencer Le Marchant Moore, och fick sitt nu gällande namn av Karl Moritz Schumann. Aeschynanthus nummularius ingår i släktet Aeschynanthus och familjen Gesneriaceae. Inga underarter finns listade i Catalogue of Life.